# Hadir
Hadir ist der Eigenname des Sterns σ Puppis im Sternbild Achterdeck des Schiffs.
Hadir gehört der Spektralklasse K5 an und besitzt eine scheinbare Helligkeit von +3,3m. Er ist zirka 184 Lichtjahre von der Sonne entfernt (Hipparcos Datenbank).
Koordinaten für das Äquinoktium 2000:
- Rektaszension: 7h27m35s
- Deklination: −43°12'0"